# Ghost in the Machine (film)
Ghost in the Machine (även känd som Deadly Terror) är en amerikansk rysare från år 1993, regisserad av Rachel Talalay och utgiven av 20th Century Fox.

## Handling
En seriemördare, vid namn Karl Hochman (Ted Marcoux), är känd som ’The Address-Book Killer’ ("Adressboksmördaren"), på grund av hans vana att stjäla adressböcker och välja sina offer utifrån dem. Medan han arbetar i en datorbutik, får han tag i en adressbok från Terry Munroe (Karen Allen), efter en annan anställd, demonstrerande en scanner, och kopierar en sida ur hennes adressbok över till datorn. På väg hem denna afton, blir Karl nästan dödad av en kollision med en lastbil.
När han har blivit placerad i en MRT-maskin i akutmottagningen, lyckas en svallvåg från en elektrisk storm att överföra hans medvetande till en dator. Nu som en nätverksbaserad entitet, fortsätter Karl att planera sin massjakt, och använder kraftledningen, diverse anordningar och datornätverk.
Karl öppnar den scannade sidan från Terrys adressbok och börjar mörda de namn som finnes på hennes lista. Hennes medarbetare, Frank Mallory, blir det första offret när han dör i en elektrisk eldsvåda. En annan vän, Elliot Kastner, blir bränd till döds när en handtorksapparat förvandlas till en eldkastare. Terrys barnvakt, Carol Maibaum, blir det tredje offret när hon fångas mellan en exploderande TV-apparat och en diskmaskin i hennes kök.
När polisen ej tror denna teori att Karl är på massjakt efter sin död, upptäcker Terry's son, Josh (Wil Horneff), den ordning som är på deras lista över offer. Terry låter – med cracker Bram Walker (Chris Mulkey) – allt som är elektriskt i sitt hus bli urpluggat.
Polisen mottager anonyma rapporter om ett väpnat rån, gisslantagande, hemmavåld och ett pågående mord, allt hemma hos Terry. Man öppnar eld mot hemmet efter att ha misstolkat en exploderande generator som skottlossning. När polisen inser sitt misstag, gör man eldupphör. Terrys mamma blev skjuten under belägringen och förs till sjukhus. Med hjälp av Bram, lyckas Terry och Josh besegra Karl genom att introducera ett datorvirus som fångar honom i ett fysiklaboratorium. Man aktiverar en atom-accelerator lokaliserad i labbet, vilken drar in Karl och förgör honom.
Filmen slutar med att Bram uppmanar Terry att stänga av en hjärtmonitor i en ambulans.

## Rollista (i urval)
- Karen Allen – Terry Munroe
- Chris Mulkey – Bram Walker
- Ted Marcoux – Karl Hochman
- Wil Horneff – Josh Munroe
- Jessica Walter – Elaine Spencer
- Brandon Quintin Adams – Frazer
- Rick Ducommun – Phil Stewart
- Jack Laufer – Elliott Kastner
- Shevonne Durkin – Carol Maibaum
- Richard McKenzie – Frank Mallory
- Richard Schiff – Scanner-tekniker
- Nancy Fish – Karls värdinna

## Produktion
Film blev inspelad i Los Angeles, California, i färg med Dolby SR's ljudformat.